# Hraniční kámen

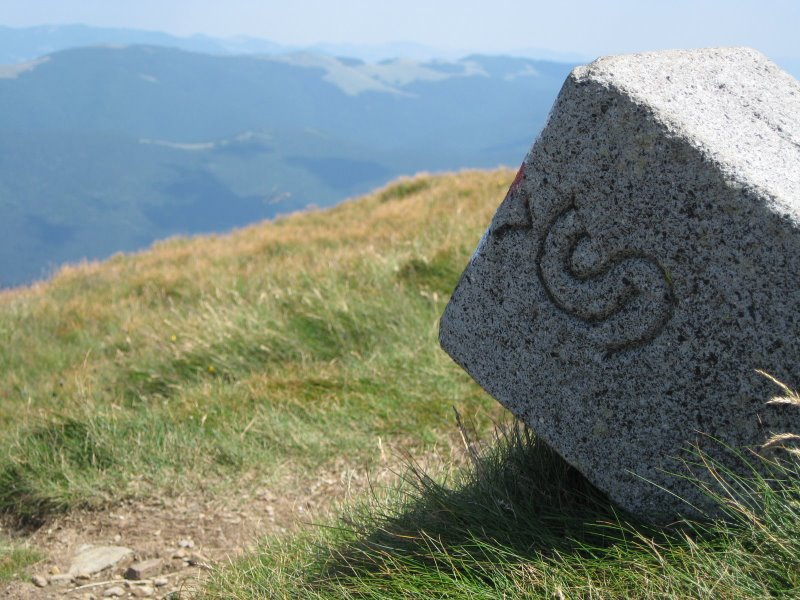
Starý hraniční kámen nacházející se na Hoverle na bývalé československo-polské státní hranici

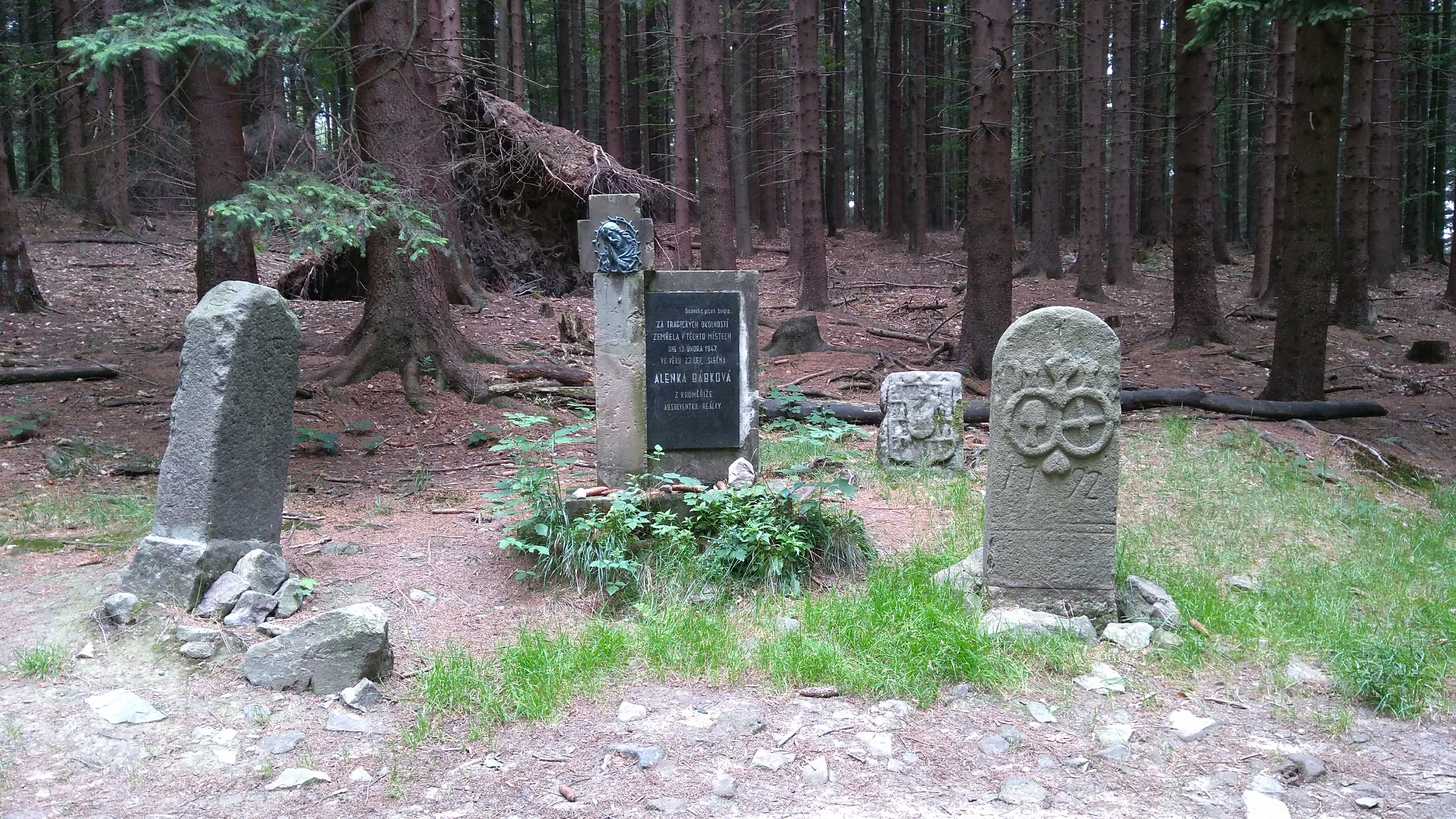
Historické hraniční kameny v lokalitě U Tří kamenů

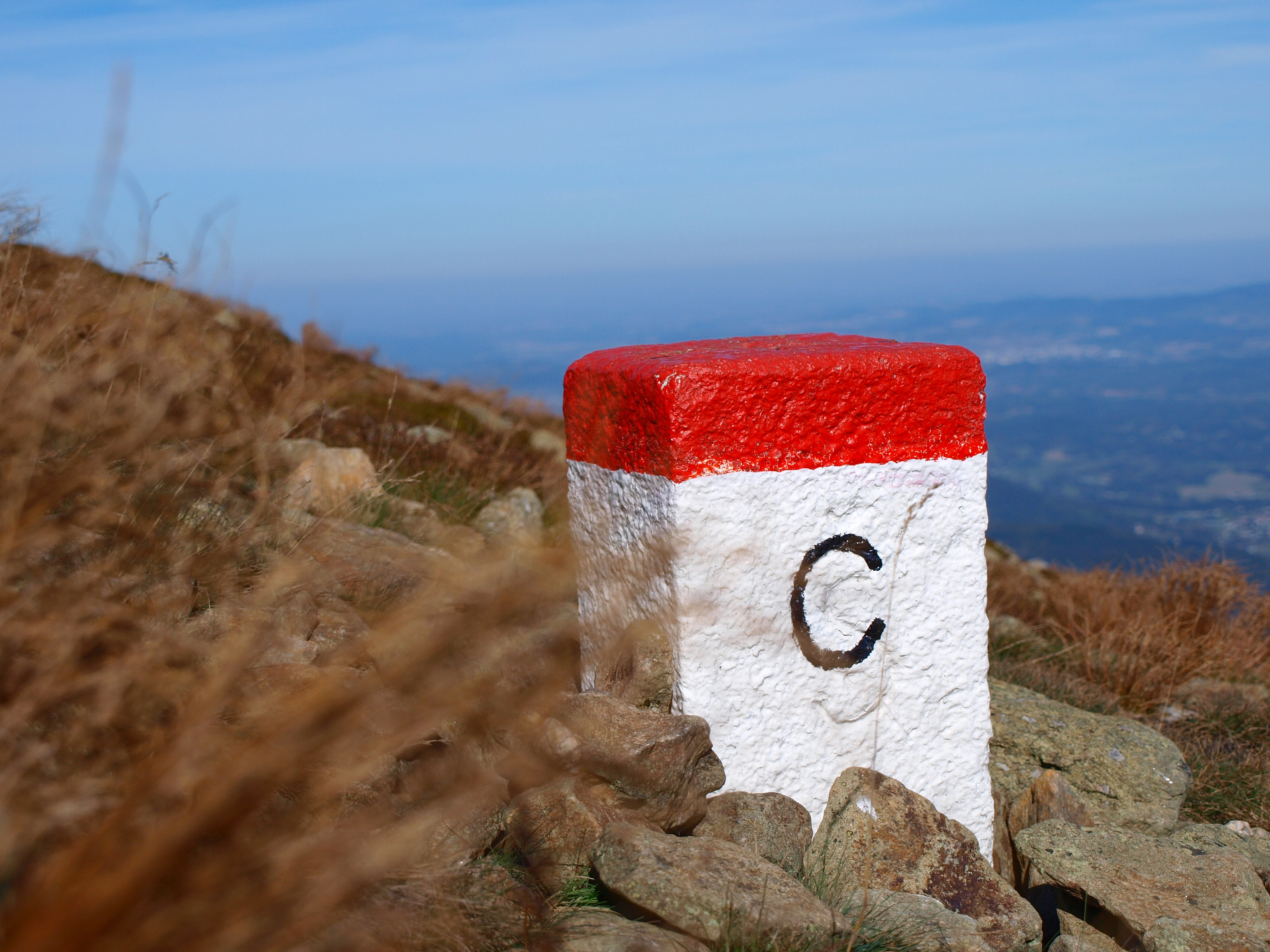
Hraniční kámen na státní hranici mezi Českem a Polskem na svahu Sněžky

Hraniční kámen nebo též hraničník je obvykle kamenný kvádr, případně těleso jiného podobného tvaru, vyčnívající ze země a obvykle přímo označující bod na státní hranici mezi sousedními státy. Na bočních stranách hraničního kamene se nacházejí písmena či symboly označující, ke kterému státu náleží příslušná strana státní hranice. V minulosti se hraničními kameny vyznačovala i hranice mezi různými regionálními útvary či panstvími v rámci jednoho státu. Obvykle je hranice tvořena přímo spojnicí jednotlivých kamenů, což však neplatí v případě hraničních vodních toků, kdy se hraniční kameny umísťují na oba břehy vodního toku, a v tom případě je na nich umístěn popis, v jaké vzdálenosti a směru od hranice se nacházejí (například na Slovensku v Bratislavě).

## Česko
Státní hranice České republiky je v terénu vyznačena hraničními znaky (mezníky), které zpravidla mají nadzemní a podzemní část a podzemní stabilizaci. Nadzemní část je opracovaná do podoby čtyřbokého hranolu. Je natřena bílou barvou. Na hranicích se Slovenskem a Polskem je vrchní část sloupku natřená červenou barvou. Na vrchní straně je vyznačený křížek a v případě, že je mezník osazený přímo v hraniční čáře, také dvě směrové rysky označující průběh hranic. Po stranách jsou černou barvou písmena (iniciály) označující příslušný stát a číslo mezníku.
Podzemní část je jen hrubě opracovaná a má přibližně stejnou velikost jako nadzemní část.
Pokud to přírodní podmínky umožňují, vkládá se pod mezník ještě podzemní stabilizace. Je to pomocná, geodeticky zaměřená značka, která mívá podobu žulové, keramické nebo porcelánové desky či drenážní trubky. Je na ní též vyznačený křížek. Oba křížky (sloupku a podzemní stabilizace) musejí být umístěny svisle nad sebou (vycentrované). Stabilizace slouží pro případ přemístění či odstranění hraničního znaku (úmyslným či nedbalostním jednáním, erozí). Pokud nebyla stabilizační značka poškozena či přemístěna, lze ji vyhledat a podle ní sloupek znovu umístit. V případě poškození stabilizace je nutné provést nové zaměření.
V případě, že hraniční čára prochází místem, kde se nacházejí přírodní nebo umělé překážky, např. balvany či skály, bývá mezník zasazený přímo do překážky, může mít podobu vsazené desky nebo být vytesaný a namalovaný přímo na skále. V takových případech se nepoužívá podzemní stabilizace.
Na hranicích se můžeme též setkat s historickými mezníky a též s mezníky s atypickým tvarem.
Iniciály označující zemi na bočních stranách sloupků, jsou následující: C – Česko, D – Německo, Ö – Rakousko, P – Polsko, S – Slovensko. V případě Německa mohou být též dvě písmena: DB na hranicích s Bavorskem a DS na hranicích se Saskem. Na hraničních kamenech, které pocházejí z dob Československa, bývá zřetelné vytesané a zamalované písmeno „S“ z původní stylizované iniciály CS. Navíc na části česko-polské hranice, která bývala před druhou světovou válkou hranicí s Německem, lze někdy podle nepřiměřeně velkého písmene „P“ poznat, že se původně jednalo o písmeno „D“.
Při přímém vyznačení se hraniční znaky umísťují přímo na linii státní hranice vždy tak, aby byly viditelné alespoň sousední znaky. Písmeno označující stát je na straně obrácené do vnitrozemí příslušné země. Nepřímé vyznačení se používá, pokud není možné umístit hraniční znaky přímo na hraniční linii, tedy když hranice prochází vodním tokem, příkopem, hraniční cestou a podobně. V takovém případě se znaky umísťují střídavě nebo v párech po obou stranách hranice (například na březích potoka či řeky). Párem znaků se označuje začátek a konec nepřímo značeného úseku. V průběhu úseku je umístění znaků střídavé. Na vrchní straně sloupku se též nachází křížek, avšak bez rysek vyznačujících průběh hranice. Na boku je vyznačená iniciála státu, na jehož území se znak nachází, a to na straně přivrácené k hranici.
České hraniční kameny jsou číslovány. Úseky hranic s jednotlivými státy mají samostatné číslování. V případě Německa jsou hranice s Bavorskem a Saskem očíslovány zvlášť. Číslo je vyznačené na straně viditelné pro člověka přicházejícího ze směru od počátku číslování hraničního úseku. Toto značení bývá uvedeno např. v mapách Klubu českých turistů, což usnadňuje orientaci podél hranice.

### Rozdělení hraničníků
Hraniční znaky se dělí na základní, hlavní, mezilehlé a doplňkové (popis číslování na česko-bavorské hranici, na jiných hranicích se v detailech liší):
- Základní mezníky označují začátky hraničních úseků, na které se hranice mezi jednotlivými státy dělí. Číslují se ve tvaru zlomku, kde čitatel tvoří římská číslice s označením úseku a jmenovatel arabská číslice 1, tedy např. III/1 označuje začátek III. hraničního úseku. Počet základních mezníků je dán počtem úseků příslušné hranice. Na bavorské hranici, která má 12 úseků, se nachází 12 základních mezníků.
- Hlavní mezníky se umísťují na význačné hraniční body, kde hraniční čára mění svůj směr, z daleka viditelné a markantní body v terénu, průsečíky hranice s důležitými komunikacemi a začátky a konce nepřímého značení. V každém úseku se číslují arabskými číslicemi, počínaje 2.
- Mezilehlé mezníky, kterých je nejvíce, se umísťují na méně významné hraniční body. Označují se zlomkem s arabskými číslicemi. V čitateli je uvedené číslo předcházejícího hlavního mezníku, ve jmenovateli pořadové číslo mezilehlého mezníku.
- Doplňkové mezníky mají pomocnou funkci. Mohou se použít v málo přehledných úsecích hranice, podél hraničních cest a podobně. Vkládají se mezi ostatní mezníky, aniž by narušily jejich číslování. Mají buď vlastní číslování, nebo jsou bez čísla, označeny pouze křížkem. Mají označení složené z čísla shodného s číslem předchozího mezilehlého nebo hlavního znaku a za lomítkem dále ze zlomku s nulou v čitateli a ve jmenovateli pořadovým arabským číslem mezilehlého mezníku.

### Rozměry hraničníků
- Základní hraničník (M20) – rozměr 30 × 30 × 100 cm + 80 cm pod zemí, hmotnost asi 460 kg
- Hlavní hraničník (M21) – rozměr 25 × 25 × 75 cm + 65 cm pod zemí, hmotnost asi 255 kg
- Mezilehlý hraničník (M22) – rozměr 20 × 20 × 50 cm + 40 cm pod zemí, hmotnost asi 109 kg

Označení M20–M22 a rozměry odpovídají ČSN 72 2518 (Kamenné prvky ke značení). Podoba hraničních znaků je přesně popsána v hraničních dokumentárních dílech, která jsou součástí mezinárodních smluv se sousedními státy.